# Апротех
Апроте́х (сокр. от Адаптивные промышленные технологии) — научно-производственное объединение, дочернее предприятие компании «Лаборатория Касперского». Развивает кибериммунные продукты на базе KasperskyOS и услуги для промышленного интернета вещей и цифровой трансформации 4.0.

## История
Компания Апротех основана в 2018 году при участии «Лаборатории Касперского» и группы «ИТЭЛМА». В июне 2020 года состоялся релиз первого кибериммунного шлюза интернета вещей — IKS 1000GP, который впоследствии был переименован в Kaspersky IoT Secure Gateway (KISG) 100. В марте 2021 года «ИТЭЛМА» вышла из капитала компании, Евгений Касперский стал единственным конечным собственником Апротеха. В июле 2022 года на международной промышленной выставке Иннопром был анонсирован выход в продажу шлюза Kaspersky IoT Secure Gateway (KISG) 1000.
С момента своего основания Апротех тесно сотрудничает с «Лабораторией Касперского» — с департаментом развития бизнеса KasperskyOS и командами разработчиков, которые создают решения на базе этой операционной системы.

## Продукты
Продукты компании — кибериммунные шлюзы Kaspersky IoT Secure Gateway (KISG) на базе операционной системы KasperskyOS. Шлюзы разрабатывались совместно с «Лабораторией Касперского». Апротех отвечает за их дальнейшее развитие, разработку новых функций, продвижение и продажи.

### Kaspersky IoT Secure Gateway 100

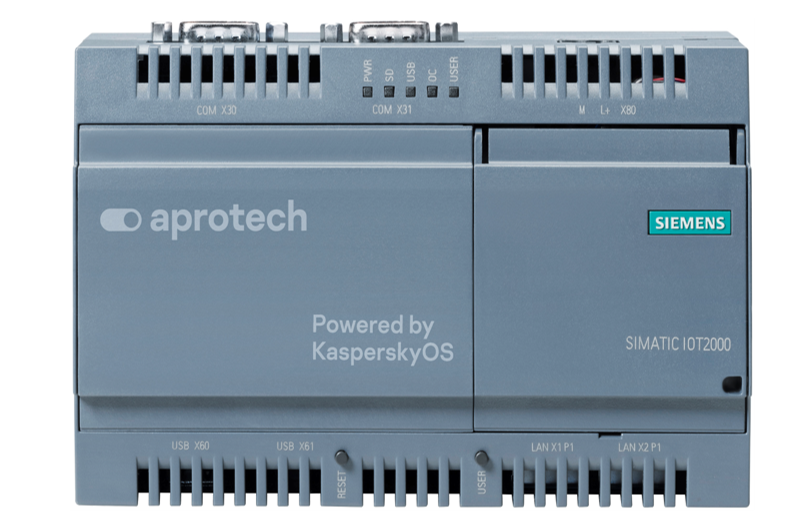
Шлюз KISG 100 на базе аппаратной платформы Siemens SIMATIC IOT2040

KISG 100 — программно-аппаратный комплекс на базе аппаратной платформы Siemens SIMATIC IOT2040 с установленной операционной системой KasperskyOS и прикладным программным обеспечением. Кибериммунный шлюз данных для промышленного интернета вещей и инструмент построения сквозных цифровых сервисов для цифровой трансформации предприятий. KISG 100 принимает данные от промышленного оборудования по протоколу OPC UA, конвертирует их и передаёт в облако.
Ключевые характеристики KISG 100:
- Исходная защищенность на уровне архитектуры ОС. Устройство выполняет критичные функции даже в условиях агрессивной среды.
- Поток информации через шлюз идет только в направлении от полевого уровня к облаку. Подключенное оборудование защищено от воздействий злоумышленников со стороны внешней сети.
- KISG 100 совместим с облачными платформами с поддержкой MQTT.

### Kaspersky IoT Secure Gateway 1000

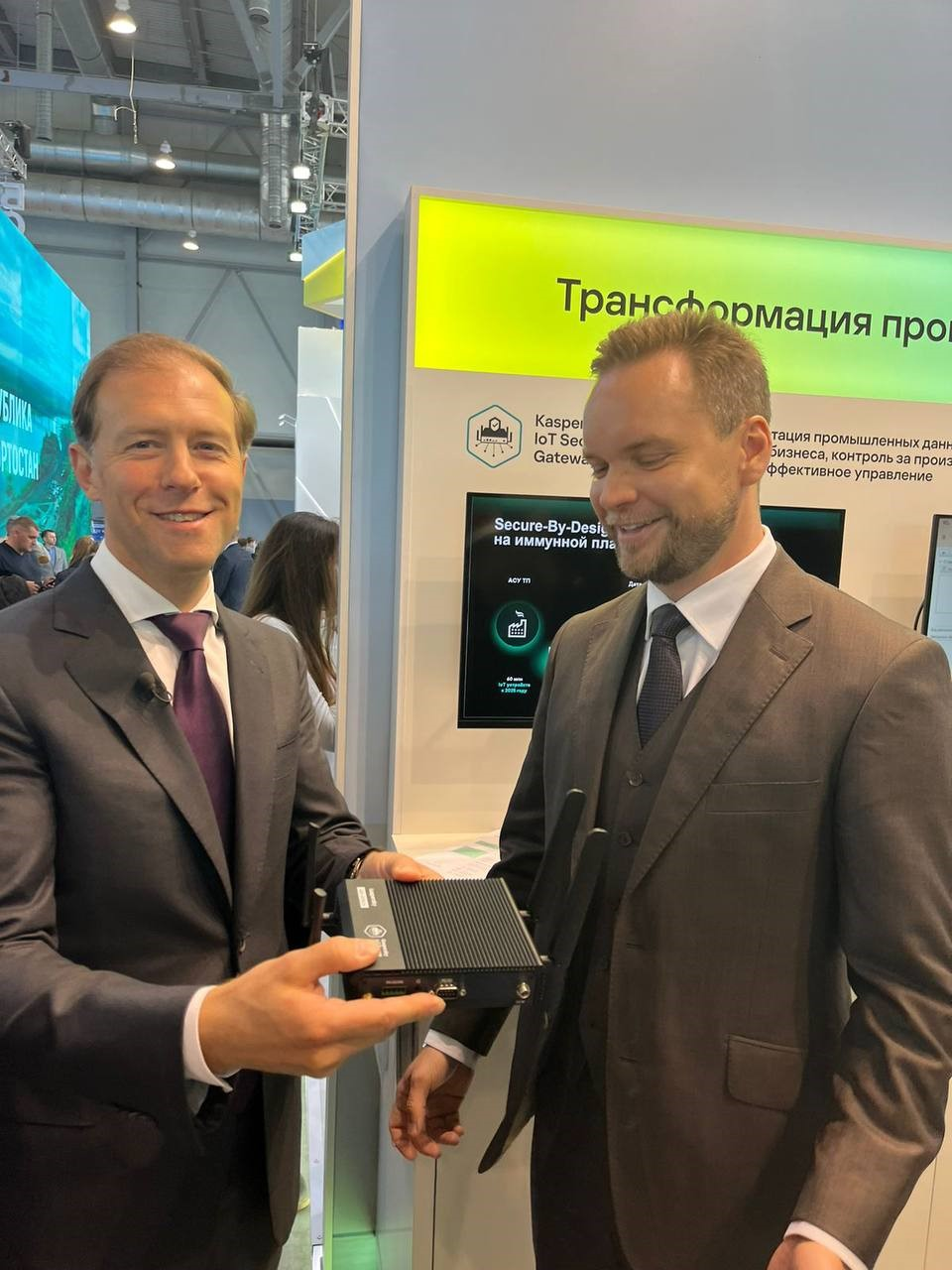
Денис Мантуров и генеральный директор компании Апротех Максим Карпухин на официальном запуске KISG 1000 в июле 2022 года (в рамках выставки ИННОПРОМ)

KISG 1000 — универсальный шлюз с функциями мониторинга и защиты от кибератак, построенный на аппаратной платформе Advantech UTX-3117. Работает в паре с Kaspersky Security Center — платформой для централизованного управления всеми событиями шлюза.
Функции KISG 1000:
- Получает, проверяет и распределяет сообщения датчиков и других устройств, передаваемые по протоколу MQTT.
- Регистрирует события безопасности системы и сети.
- Обнаруживает устройства во внутренней сети организации.
- Обнаруживает попытки вторжения во внутреннюю сеть организации.
- Предоставляет способы контроля подключенных устройств.

Этот шлюз ориентирован для применения не только в промышленности, но и в других сферах, например, умных городах и системах видеонаблюдения.

## Награды
Шлюз KISG 100 был удостоен следующих наград:
- Победитель премии «World Leading Internet Scientific and Technological Achievements 2020»[6]
- Победитель премии IoT Awards 2021 в номинации «Безопасный IoT»[7]
- Победитель в номинации «Оптимизация ТОиР» премии конкурса STAR 4.0 в 2021 году[8]
- Включение в перечень Hannover Messe Highlights в 2021 году[9]